# Boskenna
Boskenna – wieś w Anglii, w Kornwalii. Leży 9 km na południowy zachód od miasta Penzance i 418 km na południowy zachód od Londynu.